# چالانچولان
چالانچولان شهری از توابع بخش سیلاخور شهرستان دورود استان لرستان در غرب ایران است  و بر اساس سرشماری مرکز آمار ایران در سال ۱۳۹۵، جمعیت این شهر ۲٬۲۲۳ نفر (۶۰۹ خانوار) است.
چالانچولان سابقاً قسمتی از شهرستان بروجرد بود که پس از تشکیل شهرستان دورود  برای داشتن حداقل های قانونی جهت تشکیل یک شهرستان جدید با مصوبه استانداری لرستان از شهرستان بروجرد به شهرستان دورود منتقل شد. شهر چالانچولان واقع در دشت سیلاخور بروجرد در رو به روی کوهستان گرین واقع است.

## جغرافیا
بخش سیلاخور از دو بخش شمالی و جنوبی تشکیل شده‌است و محصولات کشاورزی این بخش گندم، جو و چغندر می‌باشند.

## مردم‌شناسی و زبان
زبان اکثریت مردم این شهر لری است. در گذشته چالانچولان دارای خان و کدخدا بود که حسین قلی خان معروف‌ترین و آخرین خان چالانچولان بود. بیشتر مردم این منطقه کشاورزی هستند اما پس از بخش شدن تعدادی از جوانان در ادارات جدید‌التأسیس مشغول به کار شده‌اند. در این منطقه یک کارخانه قند نیز وجود دارد که حدود ۱۰ الی ۱۵ هزار تن شکر در سال تولید می‌کند. این بخش معادن بسیار ارزشمندی ازجمله سنگ‌های تزئینی وجود دارد.
در تاریخ ۱۱ فروردین ۱۳۸۵ زمین لرزه‌ای به بزرگی ۶ ریشتر این منطقه را لرزاند که تعدادی از ساکنان چالانچولان و حومه کشته و زخمی شده و خسارات مالی بسیاری بجای گذاشت.